# Madelynn Gorman-Shore
Madelynn Gorman-Shore (Denver, 9 de enero de 1999) es una deportista estadounidense que compite en taekwondo.
Ganó dos medallas en los Juegos Panamericanos, bronce en 2019 y oro en 2023, y cuatro medallas en el Campeonato Panamericano de Taekwondo entre los años 2016 y 2022.

## Palmarés internacional
| Juegos Panamericanos    | Juegos Panamericanos         | Juegos Panamericanos | Juegos Panamericanos |
| Año                     | Lugar                        | Medalla              | Categoría            |
| ----------------------- | ---------------------------- | -------------------- | -------------------- |
| 2019                    | Lima (Perú)                  | Medalla de bronce    | +67 kg               |
| 2023                    | Santiago (Chile)             | Medalla de oro       | +67 kg               |
| Campeonato Panamericano |                              |                      |                      |
| Año                     | Lugar                        | Medalla              | Categoría            |
| 2016                    | Querétaro (México)           | Medalla de bronce    | –73 kg               |
| 2018                    | Spokane (Estados Unidos)     | Medalla de bronce    | –73 kg               |
| 2021                    | Cancún (México)              | Medalla de oro       | –73 kg               |
| 2022                    | Punta Cana (Rep. Dominicana) | Medalla de oro       | –73 kg               |